# 喬納·雷爾
喬納·雷爾（英語：Jonah Lehrer，也有譯作喬納·萊勒，1981年—），美國作家及記者，從事于有關心理學、神經科學、科學及人文學科的寫作工作。著有兩本書。

## 生平
雷爾在哥倫比亞大學主修神經科學，於2003年畢業。大學時他曾在诺贝尔奖得獎者神经学家埃里克·坎德爾的实验室工作过，並在哥倫比亞大學校刊雜誌《哥倫比亞書評》擔任過兩年編輯。之後他獲得羅德獎學金，在英國牛津大學攻讀二十世紀文學與哲學。雷爾曾负责《連線》、《科学美国人》中《大脑介質》（Mind Matter）博客、以及美國全國公共廣播電臺的廣播實驗室（Radiolab）的编辑工作。亦曾为《纽约客》、《Wired》、《自然》、《種子》（Seed）、《科學人》、《华盛顿邮报》、《華爾街日報》的《Head Case》專欄以及《波士顿环球报》撰稿。他的博客《前额皮层（Frontal Cortex）》受到极高的赞誉，並且自2009年出版兩本在美國極為暢銷的科普書，於Amazon及紐約時報暢銷書排行榜列入前十名。
自2012年1月，雷爾被發現在為上述刊物撰寫的文章以及其兩本書中，有多處捏造引述的不實內容，或涉嫌抄襲的內容。此事被美國新聞媒體廣泛報導且強烈批評。出版社全面回收停止發行其書。雷勒被迫辭去相關的專欄作者及編輯工作，並公開發表聲明向社會大眾道歉。

## 著作
- 《为什么大猩猩比专家高明：如何让大脑帮你做出正确的选择》，譯者：丁丹，东方出版社，2010年1月